# Ocean Music
Ocean Music est un label discographique indépendant français basé à Toulouse, qui produit des artistes français et internationaux dans un genre plutôt folk. 
Il dispose d'une distribution internationale. 
Artistes : Tamara Williamson, Hafdis Huld, Lisa Cerbone, Happily Ever After, Junetile, Quitter Kobe, Violet's Revenge, Les France Cartigny, Zôon, International Hyper Rythmique, Helluvah, Julie Peel, Lidwine